# Otto mesi in due ore
Otto mesi in due ore, ossia Gli esiliati in Siberia (título original en italiano; en español, Ocho meses en dos horas, o Los exiliados de Siberia) es una ópera (opera romantica o melodramma romantico) en tres actos con música de Gaetano Donizetti y libreto en italiano de Domenico Gilardoni. Se estrenó el 13 de mayo de 1827 en el Teatro Nuovo de Nápoles.